# Anouska Koster
Anouska Koster   (De Westereen, 20 d'agost de 1993) és una ciclista neerlandesa professional des del 2012 i actualment a l'equip Uno-X Mobility. El 2016 es va proclamar campiona nacional en ruta.

## Palmarès
- 2015
  - 1a al Gran Premi de Gippingen
- 2016
  -  Campiona dels Països Baixos en ruta
  - Vencedora d'una etapa al Ladies Tour of Norway
- 2017
  - 1a a la Volta a Bèlgica i vencedora d'una etapa
  - Vencedora d'una etapa a la Gracia Orlová
- 2019
  - Vencedora d'una etapa al Tour de l'Ardecha
- 2024
  - 1a a la Kreiz Breizh Elites

## Resultats a les Grans Voltes

#### Giro d'Itàlia
- 2011: 31a posició
- 2013: 92a posició
- 2015: 30a posició
- 2017: 37a posició
- 2019: 61a posició
- 2021: 39a posició
- 2022: 16a posició
- 2023: 22a posició
- 2024: 44a posició
- 2025: 38a posició

#### Tour de França
- 2023: 40a posició
- 2024: 75a posició

#### Volta a Espanya
- 2025: Abandona a la 7a etapa